# Тамаркин, Евсей Маркович
Евсе́й Ма́ркович Тама́ркин (1901, Орша — 25 октября 1947, Красноярский край) — советский партийный деятель, участник Гражданской войны в России, политработник, заведующий сектором кино Культпросветотдела ЦК ВКП(б), государственный чиновник, редактор, деятель профессионального образования.

## Биография
Родился в 1901 году в Орше Могилёвской губернии в семье торговца. В 1918 году окончил 6 классов реального училища в Орше, в 1919 году — Смоленские артиллерийские курсы комсостава. Член РСДРП(б) с августа 1917 года.
С декабря 1917 по апрель 1918 года — секретарь, начальник «Центропечати» Западной области в Орше.
В апреле 1918 года вступил в РККА. В 1918—1920 годах — красноармеец 2-го интернационального полка на Восточном фронте; командир взвода, начальник связи 1-го батальона 45-й стрелковой дивизии в Тирасполе и Жмеринке. В 1920—1921 годах — редактор газеты «Оршанские известия», заведующий организационным отделом Оршанского уездного комитета РКП(б), командир 28-й роты особого назначения в Орше. В 1922—1924 годах — секретарь военкома 8-го кавалерийского полка 8-й стрелковой дивизии в местечке Паричи, заместитель военкома дивизионной школы 8-й стрелковой дивизии, инструктор политотдела 8-й стрелковой дивизии в Бобруйске, военком батареи 6-го стрелкового полка 2-й стрелковой дивизии в Минске.
В 1924—1926 годах — временно исполняющий обязанности начальника агитационно-пропагандистского отдела Ленинградского губвоенкомата, инструктор политотдела спецвойск ЛВО.
В 1926—1927 годах — проректор Киевского политехнического института. В 1927—1928 годах — руководитель пропагандистской группы ЦК КП(б) Украины в Мариуполе. В 1928—1930 годах — заведующий сектором пропаганды ЦК КП(б) Украины. С марта по сентябрь 1930 года — заместитель председателя Научного комитета Наркомпроса УССР.
В 1930—1933 годах — помощник заведующего отделом культуры и пропаганды ЦК ВКП(б). В 1933—1934 годах — заведующий отделом культурно-просветительской работы ЦК КП(б) Белоруссии. В 1934—1935 годах — начальник политсектора Всесоюзного комитета по радиофикации и радиовещанию при СНК СССР.
В 1935—1937 годах — заведующий сектором кино, исполняющий обязанности заместителя заведующего отделом культурно-просветительской работы ЦК ВКП(б). Выступал за усиление антирелигиозной работы. Осуществлял идеологический контроль над деятельностью творческих союзов, издательств и редакций, за прокатом советских кинокартин за границей. Участвовал в принятии окончательных решений по выпуску кинофильмов на экран. Начальник Главного управления кинофотопромышленности при СНК СССР Б. З. Шумяцкий в своей докладной записке в Политбюро по поводу постановки С. М. Эйзенштейном фильма «Бежин луг» отмечал, что картину  «защищали и ряд других лиц, в том числе и не кинематографисты (Ангаров, Тамаркин)», Е. М. Тамаркин письменно требовал от него, «чтобы „не убивали“ Эйзенштейна, а дали ему продолжить постановку фильма „Бежин луг“».
В 1937—1938 годах — директор производственно-творческих мастерских Всесоюзного литературно-иллюстрационного фотоиздательского треста «Союзфото».
Арестован 2 сентября 1938 года. 21 марта 1939 года приговорён Военным трибуналом Московского военного округа за участие в антисоветской правотроцкистской организации и антисоветскую агитацию по ст.58-8 и 58-11 УК РСФСР к 10 годам тюремного заключения с поражением в правах на 3 года. Определением Военной коллегии Верховного суда СССР (ВКВС) 29 августа 1939 года тюремное заключение было заменено на 10 лет ИТЛ. Наказание отбывал в Краслаге в Красноярском крае. Постановлением ОСО при НКВД СССР 4 ноября 1943 года срок заключения был снижен на 1 год. Умер в заключении 25 октября 1947 года. Реабилитирован 22 февраля 1956 года определением ВКВС СССР.

### Семья
- брат — Соломон Маркович Тамаркин (1902—1938), начальник Управления государственных доходов Наркомата финансов СССР[25].
- жена —  Ирина Семёновна Брук (во втором браке Карпинская)[26] (1905—2005), пианистка, преподаватель музыки, сестра председателя совета Дома кино Вениамина Брука[27].
  - сын — Феликс Евсеевич Тамаркин (1928—1955), журналист.
  - дочь — Светлана Карпинская (род. 1933).